# Línea 16 (Cuenca)
La Línea 16 es una línea de transporte público de la ciudad de Cuenca, Ecuador, que hace el recorrido San Pedro - Hospital del Río.

## Recorrido
- Hospital del Río
- Hospital del IESS
- Monay
- Ciudadela Casa para Todos
- Colegio Manuela Garaycoa
- Gapal
- Universidad del Azuay
- Calle Francisco Moscoso
- Parque de la Madre
- Av. Remigio Crespo Toral
- Feria Libre
- Av. de las Américas
- Calle Gran Colombia
- Calle Luis Cordero
- Calle Abelardo J. Andrade
- Mutualista Azuay I
- San Pedro
- Mutualista Azuay II.